# Heteromyias albispecularis
La petroica ceniza (Heteromyias albispecularis) es una especie de ave paseriforme de la familia Petroicidae endémica del oeste de Nueva Guinea.

## Subespecies
- Heteromyias albispecularis albispecularis
- Heteromyias albispecularis armiti
- Heteromyias albispecularis atricapillus
- Heteromyias albispecularis centralis
- Heteromyias albispecularis rothschildi